# Танаево
Танаево — деревня в Апастовском районе Татарстана. Входит в состав Ишеевского сельского поселения.

## География
Находится в западной части Татарстана на расстоянии приблизительно 8 км на восток по прямой от районного центра посёлка Апастово.

## История
Известна с 1646—1652 годов как пустошь Тонаикова. Первоначально принадлежала татарским мурзам Ишеевым, впоследствии перешла к русским владельцам. В начале XX века действовала церковно-приходская школа.

## Население
Постоянных жителей было в 1782 году — 265 душ мужского пола, в 1859 — 649, в 1897 — 816, в 1908 — 975, в 1920 — 788, в 1926 — 830, в 1938 — 597, в 1949 — 408, в 1958 — 207, в 1970 — 107, в 1979 — 62, в 1989 — 21. Постоянное население составляло 7 человек (русские 100 %) в 2002 году, 5 в 2010.